# Pont Vieux (Laval)
Pour les articles homonymes, voir Pont Vieux.
Le Pont Vieux est un pont construit sur la Mayenne à Laval. Il date du XIIIe siècle et c'est le pont le plus ancien de la ville. Il est par ailleurs resté le seul pont de Laval jusqu'à la construction du Pont Aristide-Briand (ou « Pont Neuf ») au début du XIXe siècle. Il est inscrit Monument historique depuis 1926. À l'origine, il était nommé Pont Saint-Julien ou Pont de Mayenne.
Le Pont Vieux relie la rue du Pont de Mayenne sur la rive gauche à la Grande rue sur la rive droite.

## Histoire
Le pont a été construit au XIIIe siècle à l'emplacement d'un gué très ancien puisqu'il se trouvait sur la voie romaine entre Le Mans et Corseul. Au Moyen Âge, le pont commandait l'accès à la Bretagne et il avait donc un important rôle stratégique et commercial. Sa construction avait été rendue nécessaire après qu'un barrage a été construit sur la Mayenne pour alimenter des moulins à eau. À cause du barrage, le niveau de la rivière avait monté, et le gué s'était retrouvé submergé.
Le pont fut restauré en 1528, puis au début du XVIIIe siècle. À l'origine, il comportait une porte de ville, baptisée Porte du pont Saint-Julien ou Porte du Pont de Mayenne, ainsi qu'un pont-levis. Par ailleurs, des maisons étaient construites de chaque côté de la voie. Il était donc très étroit et sa traversée était ardue. La porte ainsi que la plupart de ces maisons ont été détruites en 1779. À la même époque, la construction d'un second pont est envisagée pour la première fois, et celui-ci est finalement construit au début du XIXe siècle. Le Pont Neuf, situé au nord du Pont Vieux, permet de désengorger la vieille-ville de Laval, et un centre-ville moderne est progressivement construit autour.
Le Pont Vieux est une nouvelle fois remodelé lors de la construction des quais le long de la Mayenne au XIXe siècle. Les dernières maisons médiévales qui empiétaient sur l'ouvrage disparaissent et la quatrième arche du pont se retrouve prise dans le quai ouest. Le 6 août 1944, lors de la Libération de Laval, le pont fut partiellement dynamité par les Allemands, puis restauré par la suite.

## Architecture
L'ouvrage est en moellons de schiste, composé de trois arches visibles en arc brisé et portées par des piles à bec.